# Iglesia de San Andrés (Pica)
El iglesia de San Andrés de Pica o simplemente iglesia de Pica es un templo católico y monumento histórico localizado en la comuna homónima, Región de Tarapacá, Chile. Este inmueble patrimonial se construyó durante el período comprendido entre 1880 y 1886, y representa el «hito arquitectónico, cultural e histórico más significativo» de Pica.
Fue erigido en honor a San Andrés Apóstol y pertenece al conjunto de monumentos nacionales de Chile desde el año 1977 en virtud del D. S. 745 del 5 de octubre de 1977; se encuentra en la categoría «Monumento Histórico».

## Historia y emplazamiento

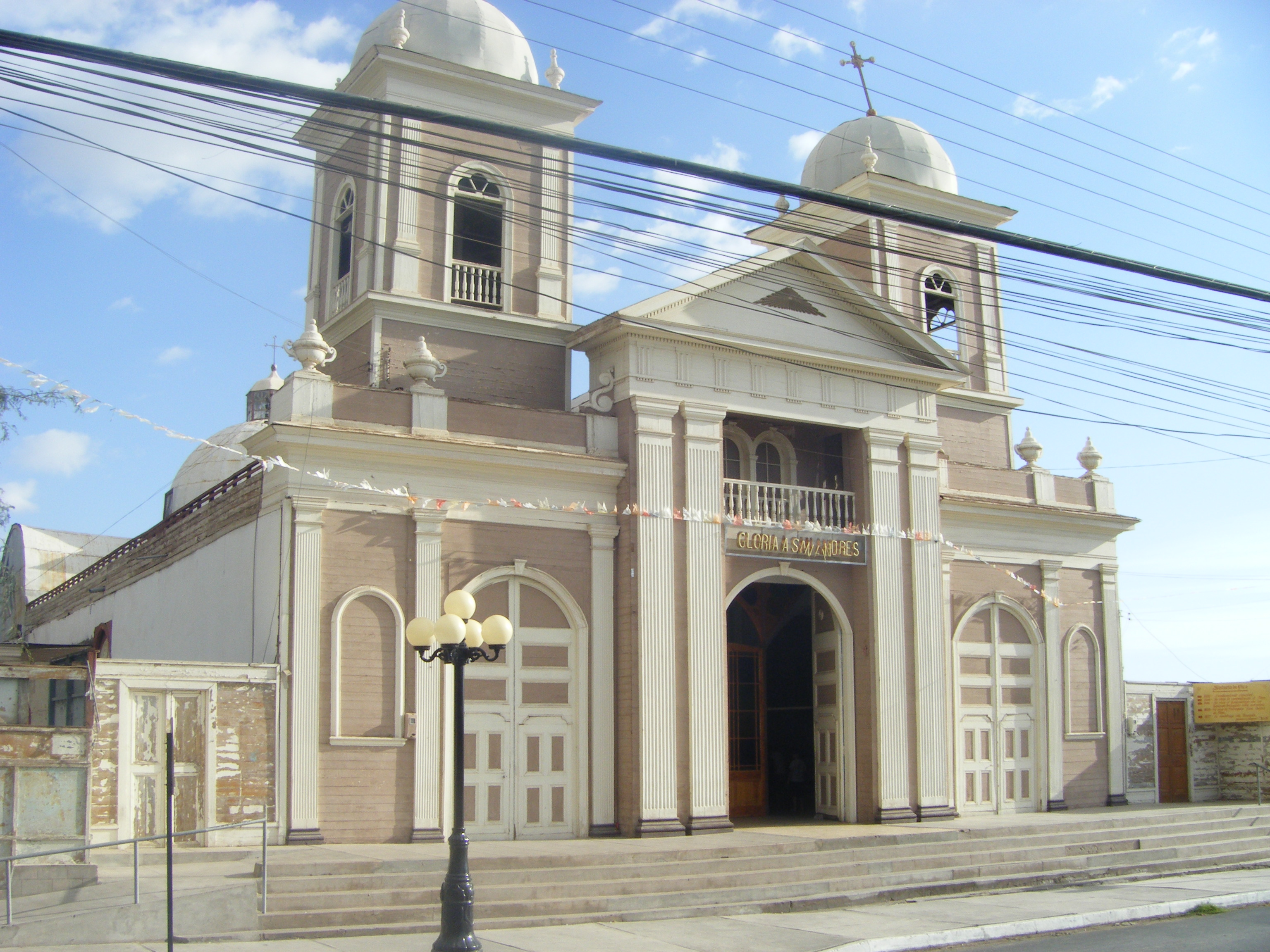
Vista frontal de la iglesia de Pica.

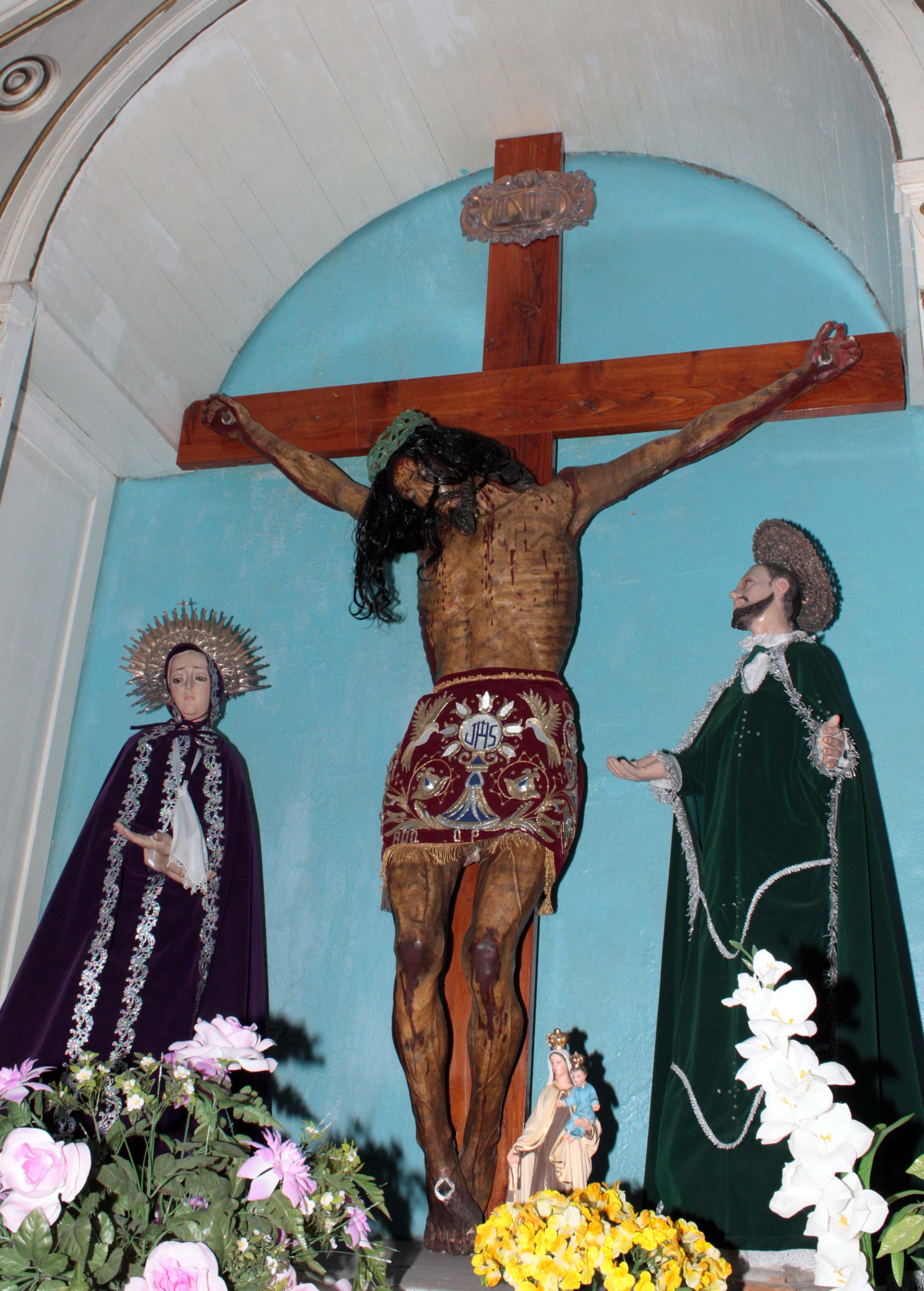
Cristo en la Iglesia de San Andrés.

La construcción se ubica en la plaza de armas del pueblo de Pica y se caracteriza por poseer un alto frontón clásico enmarcado en pilastras, tres puertas con coronamiento circular y dos torres campanarios sobre el pórtico; además, su techumbre es una bóveda en forma de cruz, y sobre el crucero se erige una cúpula terminada en linterna. Posee tres naves y columnas acanaladas que sostienen una bóveda central. Está construida principalmente en pino oregón con revestimientos de caña de Guayaquil y estucada en anhidrita.
La edificación es la tercera más antigua de la localidad, y vino a reemplazar a las dos anteriores —levantadas alrededor de 1600 y 1768— que fueron destruidas por terremotos.
Tras el terremoto de Tarapacá de 2005, el recinto sufrió serios daños estructurales principalmente en los cimientos del centro oratorio; luego, el año 2009 se decidió restaurarlo con fondos provenientes de la Compañía Minera Doña Inés de Collahuasi, que firmó un convenio para tal efecto con la Diócesis de Iquique. El trabajo de restauración finalizó el año 2011.